# 赵俊鹏
赵俊鹏（1996年2月2日—），江西南昌人，中国男子羽毛球运动员，曾获2022年世界羽毛球錦標賽铜牌。2024年11月26日，赵俊鹏在社交网站上宣布退役。

## 簡歷
2016年1月，赵俊鹏出戰中國國際挑戰賽，拿得男子單打亞軍。同年6月，他在全国羽毛球单项锦标赛男子单打决赛中，以2比1擊敗石宇奇获得冠军。
2022年羽毛球世锦赛，赵俊鹏表现亮眼，第二轮战胜斯里坎特·基达姆比，第三轮爆冷战胜夺冠热门、马来西亚“一哥”李梓嘉，8强战战胜印度名将普兰诺伊，半决赛不敌泰国名将昆拉武特·威提讪，获得男子单打铜牌
2024年9月15日，赵俊鹏在全国锦标赛上战胜周新宇，时隔8年再次夺得全国锦标赛冠军。

## 主要比賽成績
只列出曾進入準決賽的國際賽事成績：
| 年份   | 賽事                     | 公開賽級別 | 項目     | 成績   |
| ------ | ------------------------ | ---------- | -------- | ------ |
| 2013年 | 亞洲青年羽毛球錦標賽     | 其他       | 混合團體 | 冠軍   |
| 2013年 | 世界青年羽毛球錦標賽     | 其他       | 混合團體 | 冠軍   |
| 2013年 | 世界青年羽毛球錦標賽     | 其他       | 男子單打 | 季軍   |
| 2014年 | 亞洲青年羽毛球錦標賽     | 其他       | 混合團體 | 冠軍   |
| 2014年 | 亞洲青年羽毛球錦標賽     | 其他       | 男子單打 | 季軍   |
| 2014年 | 世界青年羽毛球錦標賽     | 其他       | 混合團體 | 冠軍   |
| 2014年 | 世界青年羽毛球錦標賽     | 其他       | 男子單打 | 季軍   |
| 2016年 | 中國羽毛球國際挑戰賽     | 國際挑戰賽 | 男子單打 | 亞軍   |
| 2016年 | 印尼羽毛球大師賽         | 黃金大獎賽 | 男子單打 | 準決賽 |
| 2016年 | 澳門羽毛球黃金大獎賽     | 黃金大獎賽 | 男子單打 | 冠軍   |
| 2017年 | 中國羽毛球國際挑戰賽     | 國際挑戰賽 | 男子單打 | 亞軍   |
| 2017年 | 亞洲羽毛球混合團體錦標賽 | 其他       | 混合團體 | 季軍   |
| 2018年 | 亞洲羽毛球團體錦標賽     | 其他       | 男子團體 | 亞軍   |
| 2018年 | 澳洲羽毛球公開賽         | 超級300賽  | 男子單打 | 準決賽 |
| 2019年 | 西班牙羽毛球大師賽       | 超級300賽  | 男子單打 | 準決賽 |
| 2019年 | 亞洲羽毛球混合團體錦標賽 | 其他       | 混合團體 | 冠軍   |
| 2019年 | 韓國羽毛球大師賽         | 超級300賽  | 男子單打 | 準決賽 |
| 2022年 | 印尼羽毛球公開賽         | 超級1000賽 | 男子單打 | 亞軍   |
| 2022年 | 新加坡羽毛球公開賽       | 超級500賽  | 男子單打 | 準決賽 |
| 2022年 | 世界羽毛球錦標賽         | 其他       | 男子單打 | 季軍   |
| 2023年 | 亞洲羽毛球混合團體錦標賽 | 其他       | 混合團體 | 冠軍   |
| 2023年 | 中國羽毛球大師賽         | 超級750賽  | 男子單打 | 準決賽 |
| 2024年 | 德國羽毛球公開賽         | 超級300賽  | 男子單打 | 準決賽 |

| 2007-2017年 | 首要超級賽 | 超級賽 | 黃金大獎賽 | 大獎賽 | 國際挑戰賽 | 國際系列賽 | 未來系列賽 | 其他 |

| 2018-2026年 | 總決賽 | 超級1000賽 | 超級750賽 | 超級500賽 | 超級300賽 | 超級100賽 | 國際挑戰賽 | 國際系列賽 | 未來系列賽 | 其他 |

### 奧運會和世錦賽參賽紀錄
|          | 2021 | 2022 | 2023 |
| -------- | ---- | ---- | ---- |
| 男子單打 | 8強  | 季軍 | 64强 |